# Jagdamba
Jagdamba (sanskrt जगदम्बा) božica je u hinduizmu, najviše štovana u indijskoj saveznoj državi Maharashtri. Njezino ime znači „majka svemira”. Božica je poznata i kao Jagdambika te ju nazivaju mata – „majka”.
Ovu božicu mnogi štovatelji povezuju s božicama Lakšmi, Bhavani, Chamundom, Chandi i Adi Parashakti.

## Hramovi
- Hram Devi Jagadambi[2]
- Hram u selu imena Ashvi
- Hram Mahalakshmi, Kolhapur